# Wennbüttel
Wennbüttel là một đô thị thuộc huyện Dithmarschen, trong bang Schleswig-Holstein, nước Đức. Đô thị Wennbüttel có diện tích 4,54 km², dân số thời điểm 31 tháng 12 năm 2006 là 84 người.